# Hierochloe submutica
Hierochloe submutica är en gräsart som beskrevs av Ferdinand von Mueller. Hierochloe submutica ingår i släktet Hierochloe och familjen gräs. Inga underarter finns listade i Catalogue of Life.